# Tipula (Platytipula) querula
Tipula (Platytipula) querula is een tweevleugelige uit de familie langpootmuggen (Tipulidae). De soort komt voor in het Palearctisch gebied.